# فتح‌علی صبا
فتح‌علی خان کاشانی یا فتح‌علی‌خان صبا متخلص به صبا، ملک‌الشعرای دربار فتحعلی‌شاه قاجار و سرآمد شاعران دربار بوده‌است.

## زندگی
پدر وی آقامحمدخان دنبلی ضرابی (بزرگ خاندان ضرابی) پسر امیرفاضل بیک پسر عباس منظور خان ضراب پسر امیر شریف بیک دنبلی بوده‌است.
زادروز وی به‌درستی معلوم نیست و با استدلالی که ملک‌الشعرای بهار در مقدمه خود بر کتاب گلشن صبا کرده، در حدود سال ۱۱۷۹ هجری قمری در کاشان اتفاق افتاده است. صبا در سن ۵۹ یا ۶۰ سالگی به تاریخ ۱۲۳۸ هجری قمری در تهران درگذشت.
از او پسری به نام محمدحسین خان ماند که بعدها با تخلص عندلیب در شعر و شاعری به شهرت رسید. محمدحسین خان نیز دو پسر به نام‌های محمودخان ملک‌الشعرا (شاعر، خطاط، نقاش) و محمدخان ندیمباشی داشت.
فتحعلی خان ابتدا از مداحان لطفعلی خان زند بوده و گویا دیوانی هم در مدح وی داشته که پس از واقعه قتل برادر (میرزا محمدعلی متخلص به ناطق) از ترس جان آن را فروشسته است.
ملک‌الشعرای بهار و ابوالحسن خان صبا از خاندان وی بودند.

## صبای کاشانی، پرچمدار بازگشت ادبی
فتحعلی خان صبا را باید حلقهٔ اتصال به عصر هاتف و شاخص‌ترین شاعر سبک بازگشت دانست. او در زادگاه خود کاشان با صباحی بیدگلی ارتباط نزدیک داشت و تحت تأثیر وی به تتبع از سبک قدما گرایش یافت. صبا مدتی را هم به سیاحت در اصفهان و شیراز و یزد سرگرم بود و به سال ۱۲۱۲ هنگام جلوس فتحعلی شاه بر مسند فرمانروایی، عنوان ملک الشعرایی یافت. وی بعدها چندی هم حاکم قم و کاشان بود.

## آثار صبا
صبا در مثنوی و قصیده و غزل دست داشت و در این قالب‌های شعری آثاری از خود به یادگار گذاشته است:
1. دیوان اشعار، شامل حدود ۱۶٬۵۰۰ بیت که بیشتر در قالب قصیده و غزل سروده شده.
2. خداوندنامه، در بیان معجزات پیامبر اسلام و دلیری‌های علی امام نخست شیعیان است.
3. عبرت‌نامه، مثنوی‌ای است در مدح فتح‌علی شاه و آمیخته به اندرز و هجو، به تقلید از تحفةالعراقین خاقانی.
4. گلشن صبا، منظومه‌ای است به تقلید از بوستان سعدی.
5. شهنشاه‌نامه، منظومه‌ای حماسی در بحر متقارب بر وزن شاهنامه که موضوع آن ذکر وقایع پادشاهی فتح‌علی شاه و جنگ‌های عباس میرزا با سپاهان روس است.

## سبک شاعری صبا
فتحعلی خان صبا تربیت یافته مکتب صباحی بیدگلی و آذر بیگدلی بود و در قصیده و غزل از شیوهٔ آن‌ها پیروی می‌کرد. شعرش هر چند از لحاظ لطافت بیان به پای اشعار آن دو نمی‌رسد، از لحاظ لفظ و عبارت از کلام آن‌ها استوارتر می‌نماید. در طرز مدیحه، شعر او گاهی سبک مسعود سعد را به خاطر می‌آورد اما لطف کلام و روانی سخن مسعود در کلام صبا دیده نمی‌شود. طرز صبا به ویژه در قصیده سرایی، سرمشق بیشتر سخن سنجان روزگار وی بوده‌است؛ با این حال، در شعر او برخی مسامحه‌ها و ناپختگی‌های انشایی و دستوری و پاره‌ای سهل انگاری‌ها در استعمال الفاظ و ترکیبات به چشم می‌خورد. مضمون قصاید او عموماً مدح و وصف و اندکی هم مناجات و منقبت و محتوای غزلیاتش عشق و هجران و سوز و گدازهای معمول در نزد عامهٔ شاعران است.

## نمونه اشعار
- شهنشاهنامه

بزرگترین مثنوی صبا است و به روال شاهنامه فردوسی و به همان وزن سروده شده‌است.
| چو اشپختر آن دیو پرخاش‌جو        |  | شد آگاه در گنجه از رای او   |
| گزیدی لب خویش هردم به گاز       |  | نهفتی، ولی گشت بی‌پرده راز   |
| بسی گفتم ایران نه هند است و روم |  | ندیده کسی کام زان مرز و بوم |
| به کام دم‌آهنج نراژدها           |  | منه گام، کز وی نگردی رها    |
| زگفتار ایران فرو بند دم         |  | مکن بخت فیروز بر خود دژم    |
| مه از خون شیرانش آغشته خاک      |  | ستودان شاهانش تاری مغاک     |

- خداوندنامه

مثنوی در بیان معجزات پیغمبر اسلام و جنگ‌های علی است.
| به نام خداوند بینش نگار       |  | خردآفرین، آفرینش نگار        |
| خداوند این گوهرین بارگاه      |  | برافراز این عنبرین دستگاه    |
| زپیدایی از آفرینش نهان        |  | ولی نز خداوند بینش نهان      |
| به هرذره او بر شده آفتاب      |  | به هر قطره او ژرف دریای آب   |
| به بیننده آفریننده بین        |  | به ژرفی یکی در دو بیننده بین |
| که بازاست زین خرد بیننده‌ات    |  | دری زی بزرگ آفریننده‌ات       |
| نهاد و زمین را درنگی که کرد   |  | پی آسمان را که داد این نورد  |
| شد این خفته و آمد آن خواسته   |  | کشان او چنین و چنان خواسته   |
| جهان را خداوند و دانا یکی است |  | همه ناتوان و توانا یکی است   |

- عبرتنامه

| جهانبان جهان از سخن آفرید  |  | به گفتن شد این آفرینش پدید   |
| ز هر آفریده سخن برتر است   |  | سخن زآفرینش بهین گوهر است    |
| به مردم بود نام مرد از سخن |  | نه از سخت‌ستخوان، نه از نرم‌تن |
| به هرکس که نیروی گفتار بیش |  | بدین نام نامی سزاوار بیش     |
| سخنگو ندارد به دل بیم مرگ  |  | سخن مرگ را آهنین پتک و ترگ   |
| زبان سخندان یکی خنجر است   |  | که گه نوش‌زا، گه شرنگ‌آور است  |
| زگوینده نو سخن گوش کن      |  | کهن گفته‌ها را فراموش کن      |

- گلشن صبا

از جمله بهترین اشعار صبا است.
| شنیدم یکی موبد سالخورد       |  | در آن‌دم که روشن‌روان می‌سپرد     |
| تن پاکش از تابش آفتاب        |  | چو موم اندر آتش، چو شکر در آب  |
| یکی گفتش: ای پیر دیرینه روز  |  | تن از تابش آفتابت به سوز       |
| نبستی چرا در سرای سپنج       |  | سپنجی‌سرایی پی دفع رنج؟         |
| بنالید و گفتا: در این روز کم |  | گر آسایش از سایه نبود چه غم!   |
| بزرگان چنین از جهان رسته‌اند  |  | نه چون ما دل اندر جهان بسته‌اند |
| چو صاحبدلی بر جهان دل منه    |  | به بیهوده گل بر سر گل منه      |

## خویشاوندان سرشناس
از خانواده صبای کاشانی اسطوره‌های فرهنگی و ادبی‌ای مانند محمودخان صبا و ابوالحسن خان صبا رشد یافتند.